# HörBibliothek Mariahilf
Die HörBibliothek Mariahilf ist die einzige öffentliche Bibliothek Österreichs, die ausschließlich Hörbücher im Verleih anbietet. Sie befindet sich in Graz am Mariahilferplatz und ist in Trägerschaft der katholischen Pfarre Mariahilf. Sie wurde im Jahr 1998 gegründet, wird ehrenamtlich betrieben und verfügt 2025 über einen Bestand von rund 4000 Hörbüchern aus allen Genres. Auch fremdsprachige Hörbücher in englischer, französischer, italienischer und spanischer Sprache werden angeboten. Zusätzlich ist sie an die Onleihe DigiBib Steiermark angeschlossen, wo auf rund 6000 weitere Hörbücher online zugegriffen werden kann.
2025 wurde eine "neue Schiene" eingeführt. Das Archiv der Stimmen soll ganz besondere Stimmen von Autoren und Sprechern bewahren. Außerdem findet man auch Hörbücher mit speziellen Aufnahmen von O-Tönen oder Theater-Mitschnitten - zum Beispiel die Aufnahme von Goethes Faust I mit Gustaf Gründgens von 1954 (erstes deutschsprachiges Hörbuch) oder Jedermann in Salzburg von 1958. 
Neben Lesungen und Vorträgen bietet sie für Kindergarten- und Volksschulgruppen verschiedene Hörworkshops an. Sehbehinderte Personen können Hörbücher gratis ausleihen.